# 森乃阿久太
森乃 阿久太（もりの あくたー、1971年〈昭和46年〉6月28日 - 2024年〈令和6年〉11月26日）は、京都府京都市出身の落語家（上方噺家）・俳優。東映京都撮影所俳優部所属。上方落語協会会員。本名：井上 久男。

## 来歴
花園高等学校を経て、花園大学文学部を卒業。
芸能活動としては俳優業が先んじていた。
2013年11月9日に2代目森乃福郎に入門、42歳で落語家の道に進む。高座名は、俳優出身のため「アクター」をもじって付けられた。
2024年11月26日未明に京都府京都市で交通事故で死去したことが、兄の桂枝三郎から発表された。53歳没。生涯独身だった。2025年3月8日に放送されたドラマ『花のれん』（テレビ朝日系、落語指導も担当）が事実上の遺作となった。

## 出演

### 映画
- 科捜研の女 -劇場版-
- BLACKFOX：Age of the Ninja
- 幕末高校生
- 日本のいちばん長い日
- 国宝

### ドラマ
- 大奥〜誕生［有功・家光篇］（2012年、TBS） - 太田資宗 役
- 連続テレビ小説 / スカーレット（2019年、NHK）  - お巡りさん 役 [7]
- 連続テレビ小説 / カムカムエヴリバディ（2021年、NHK）  - 役人 役[8]
- 霊験お初〜震える岩〜（2024年5月4日、テレビ朝日）[9]
- 大岡越前6
- 忠臣蔵狂詩曲No.5 中村仲蔵 出世階段

- 科捜研の女 season10 第10話（2010年9月16日、テレビ朝日） - 滋賀県警近江署員 役
- 科捜研の女 season12 第1話（2013年1月10日、テレビ朝日） - 立てこもり事件対策本部署員 役
- 科捜研の女 season13 第11話（2014年2月6日、テレビ朝日） - 空き巣犯 役
- 科捜研の女 season14 第5話（2014年11月13日、テレビ朝日） - 戸塚明良 役
- 科捜研の女 season14 第8話（2014年12月4日、テレビ朝日） - 戸塚明良 役
- 科捜研の女 season15 第7話（2015年12月3日、テレビ朝日） - 板前 役
- 科捜研の女 season16 第5話（2016年11月24日、テレビ朝日） - 簡易宿所「朽原荘」入居者 役
- 科捜研の女 season17 第6話（2017年11月23日、テレビ朝日） - 山西雄一 役
- 科捜研の女 season18 第6話（2018年11月29日、テレビ朝日） - バーテンダー 役
- 科捜研の女 season19 第7話（2019年5月30日、テレビ朝日） - 和歌山県白浜駅駅員 役
- 科捜研の女 season19 第29話（2020年2月6日、テレビ朝日） - 西松丈夫 役
- 科捜研の女 season20 第2話（2020年10月29日、テレビ朝日） - 作業員 役
- 科捜研の女 season21 第9話（2022年1月13日、テレビ朝日） - 宍戸健太（奈良県警 科捜研 化学研究員）
- 科捜研の女 season22 第1話（2022年10月18日、テレビ朝日） - 京都府警制服警官 役
- 科捜研の女 season23 第4話（2023年9月6日、テレビ朝日） - 松橋昭文 役
- 科捜研の女 season24 第2話（2024年7月10日、テレビ朝日） - タッちゃん 役
- IP〜サイバー捜査班 （2021年、テレビ朝日）
- 小吉の女房2
- おかしな刑事 京都スペシャル（2020年1月19日、テレビ朝日） - インタビュアー 役
- 遺留捜査
- 刑事ゼロ
- 桶狭間～織田信長覇王の誕生
- 花のれん（2025年3月8日、テレビ朝日）[10]